# Acido tungstosilicico idrato
L'acido tungstosilicico idrato (o acido silicotungstico) è un acido complesso a base di silicio e tungsteno.
A temperatura ambiente si presenta come un solido da bianco a giallastro inodore.